# Emma Rafowicz
Emma Rafowicz (ur. 24 czerwca 1995 w Paryżu) – francuska polityczka i działaczka samorządowa żydowskiego pochodzenia, posłanka do Parlamentu Europejskiego X kadencji.

## Życiorys
Absolwentka szkoły komunikacji CELSA. Zaangażowała się w działalność polityczną w ramach Partii Socjalistycznej. Została zastępczynią mera 11. dzielnicy Paryża do spraw kultury. W 2020 lider PS powołał ją na funkcję delegata krajowego do spraw socjalistycznej organizacji młodzieżowej. W 2022 została wybrana na przewodniczącą Les Jeunes Socialistes.
W 2024 z ramienia skupionej wokół PS koalicji uzyskała mandat deputowanej do PE X kadencji.